# Ӂ

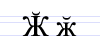
El caracter cirílico Zeh, en la fuente "TITUS Cyberbit"

La Zhe con breve (Ӂ ӂ; cursiva: Ӂ ӂ) es una letra de la escritura cirílica, creada por lingüistas soviéticos para la cirilización de lenguas no-eslavas. Su forma se deriva de la letra zhe (Ж ж Ж ж).
La Zhe con breve es o ha sido utilizado en los alfabetos de los siguientes idiomas:
| Idioma                                   | Pronunciación                                                            | Notas |
| ---------------------------------------- | ------------------------------------------------------------------------ | --- |
| Gagauz (1957-1993)                       | /d͡ʒ/ africada postalveolar sonora, como la pronunciación de ⟨j⟩ en "jam" | Corresponde a ⟨c⟩ en el alfabeto latino. |
| Moldavo* (cuando se escribe en Cirílico) | /d͡ʒ/ africada postalveolar sonora, como la pronunciación de ⟨j⟩ en "jam" | Corresponde a ⟨g⟩ antes de las vocales delanteras en el alfabeto latino; el Cirílico letra Џ se había utilizado para un sonido similar hasta el siglo 19. |

1. ↑  La condición del moldavo como lengua independiente de rumano se disputa.

Zhe con breve corresponde en otros alfabetos cirílicos a la dígrafos ⟨дж⟩ o ⟨чж⟩, o a las letras che con descendiente (Ҷ ҷ), che con trazo vertical (Ҹ ҹ), dzhe (Џ џ), che jakasia (Ӌ ӌ), zhe con diéresis (Ӝ ӝ), o zhje (Җ җ).
Tradicionalmente, estos caracteres se transliteraban en el conjunto de caracteres inglés internacional como ⟨dzh⟩, como en Birobidzhan; pero más recientemente, especialmente en los EE. UU., se transliteran como ⟨j⟩, como en Azerbaiyán.

## Códigos informáticos
| Carácter      | Ӂ                                      | Ӂ                                      | ӂ                                      | ӂ                                      |
| ------------- | -------------------------------------- | -------------------------------------- | -------------------------------------- | -------------------------------------- |
| Unicode       | LETRA MAYÚSCULA CIRÍLICA ZHE CON BREVE | LETRA MAYÚSCULA CIRÍLICA ZHE CON BREVE | LETRA MINÚSCULA CIRÍLICA ZHE CON BREVE | LETRA MINÚSCULA CIRÍLICA ZHE CON BREVE |
| Codificación  | decimal                                | hex                                    | decimal                                | hex                                    |
| Unicode       | 1217                                   | U+04C1                                 | 1218                                   | U+04C2                                 |
| UTF-8         | 211 129                                | D3 81                                  | 211 130                                | D3 82                                  |
| Ref. numérica | &#1217;                                | &#x4C1;                                | &#1218;                                | &#x4C2;                                |